# پرگرسو (تگزاس)
پرگرسو، تگزاس(به انگلیسی: Progreso, Texas) شهری در ایالت تگزاس از ایالات جنوبی ایالات متحده آمریکا است. در سرشماری سال ۲۰۰۰، جمعیت این شهر ۴۸۵۱ نفر اعلام شد.